# 第60独立自動車化狙撃旅団 (ロシア陸軍)
第60独立自動車化狙撃旅団（だい60どくりつじどうしゃかそげきりょだん、ロシア語: 60-я отдельная мотострелковая бригада）は、ロシア陸軍の旅団。第5親衛諸兵科連合軍隷下。

## 概要

### 第二次世界大戦
1942年8月1日、第二次世界大戦の影響に伴い、赤軍第218戦車旅団としてロシア・ソビエト連邦社会主義共和国沿海地方で創設された。
1945年8月からソビエト連邦による満洲侵攻に投入され、日本軍に勝利し、赤旗勲章を授与された。
1945年12月、第2戦車師団隷下に配属され、部隊縮小に伴い、第218戦車連隊に改編された。

### ロシア陸軍

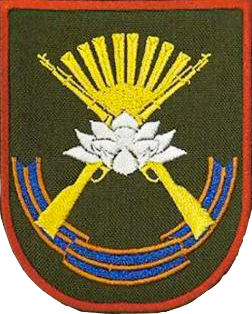
旧第60独立自動車化狙撃旅団章

1992年5月、ソビエト連邦の崩壊とロシアの独立で創設されたロシア陸軍に編入した。
2009年6月、部隊増強に伴い、第60独立自動車化狙撃旅団に改編された。
2018年12月、第127自動車化狙撃師団が再編され、第60旅団とは無関係に第218戦車連隊（第2編成）が再編された。

### ロシアのウクライナ侵攻

#### 東部・アウディーイウカ戦線
2022年4月、ロシアのウクライナ侵攻で東部ドネツィク州ポクロウシク地区で攻勢を開始したが、オチェレティネ方面で撃退された。

#### 南部・ヘルソン戦線
2022年8月、南部ヘルソン州ヘルソン地区に再配置されたが、11月にウクライナ軍の攻勢でヘルソンを解放されてドニエプル川西岸から撤退した。

#### 東部・南ドネツク戦線
2023年6月、東部ドネツィク州ヴォルノヴァーハ地区に再配置され、第127自動車化狙撃師団と共にヴェリカ・ノヴォシルカ方面を防御したが、第35独立海兵旅団、第38独立海兵旅団の攻勢でドミトリー・シュリャプキン大隊長が戦死してストロジェベ、ウロジャイネを解放された。

## 編制
- 旅団司令部（カメニ＝ルイボロフ）
- 第1自動車化狙撃大隊
- 第2自動車化狙撃大隊
- 第3自動車化狙撃大隊
- 戦車大隊
- 旅団砲兵群
  - 本部中隊
  - 第1自走砲大隊
  - 第2自走砲大隊
  - ロケット砲大隊
  - 対戦車砲大隊
- 高射ミサイル大隊

- 偵察大隊
- 工兵大隊
- 通信大隊
- 兵站大隊
- 狙撃中隊
- 整備中隊
- 電子戦中隊
- NBC防護中隊
- 衛生中隊
- 無人機中隊